# Palasbari
Palasbari è una suddivisione dell'India, classificata come municipal board, di 4.741 abitanti, situata nel distretto di Kamrup, nello stato federato dell'Assam. In base al numero di abitanti la città rientra nella classe VI (meno di 5.000 persone).

## Geografia fisica
La città è situata a 26° 7' 60 N e 91° 30' 0 E e ha un'altitudine di 45 m s.l.m..

## Società

### Evoluzione demografica
Al censimento del 2001 la popolazione di Palasbari assommava a 4.741 persone, delle quali 2.427 maschi e 2.314 femmine. I bambini di età inferiore o uguale ai sei anni assommavano a 416, dei quali 229 maschi e 187 femmine. Infine, coloro che erano in grado di saper almeno leggere e scrivere erano 3.775, dei quali 2.051 maschi e 1.724 femmine.